# William Douglas of Glenbervie

Wappen des William Douglas

Hon. Sir William Douglas of Glenbervie (* zwischen 1470 und 1475; † 9. September 1513 bei Flodden Field, Northumberland, England) war ein schottischer Adliger.

## Leben
Er gehörte dem Clan Douglas an und war der zweite von vier Söhnen des Archibald Douglas, 5. Earl of Angus (1453–1514) aus dessen erster Ehe mit Hon. Elizabeth Boyd, Tochter des Robert Boyd, 1. Lord Boyd.
William Douglas wurde 1511 von König Jakobs IV. zum Knight Bachelor geschlagen. 1513 beteiligte er sich zusammen mit seinem Vater und seinem älteren Bruder George Douglas, Master of Angus, am Feldzug des Königs nach England. Bei der folgenden Niederlage in der Schlacht von Flodden Field am 9. September 1513 fielen sowohl William, als auch sein Bruder und sein König.
1501 hatte er Elizabeth Auchinleck (* nach 1480), Tochter und Erbin des James Auchinleck, Laird von Glenbervie in Kincardineshire, geheiratet. Mit ihr hatte er einen Sohn:
- Sir Archibald Douglas († 1570), Laird von Glenbervie, ⚭ (1) Lady Agnes Keith, Tochter des William Keith, 2. Earl Marischal, ⚭ (2) Margaret Carmichael, ⚭ (3) Elizabeth Irvine.

Dessen ältester Sohn William Douglas, wurde 1588 9. Earl of Angus.